# 皮日马 (下诺夫哥罗德州)
皮日马（羅馬化：Pizhma）是俄罗斯下诺夫哥罗德州的市级镇，属通沙耶沃区，地处下诺夫哥罗德州东北部，位于区行政中心通沙耶沃及州府下诺夫哥罗德东北方，北距下诺夫哥罗德州与基洛夫州州界约18公里。镇内设有同名铁路车站。
该地2021年人口有3,807人；2010年人口4,309；2002年人口4,339；1989年人口5,253。